# Simplicithyris kurilensis
Simplicithyris kurilensis är en armfotingsart som beskrevs av Zezina 1976. Simplicithyris kurilensis ingår i släktet Simplicithyris, ordningen Terebratulida, klassen Rhynchonellata, fylumet armfotingar och riket djur. Inga underarter finns listade i Catalogue of Life.